# Krásnaya Zvezdá (Briujovétskaya, Krasnodar)
Krásnaya Zvezdá (del ruso: Красная Звезда) es un jútor del raión de Briujovétskaya del krai de Krasnodar en el sur de Rusia. Está situado 11 km al noroeste de Briujovétskaya y 88 km al norte de Krasnodar, la capital del krai. Tenía 1 habitante en 2010
Pertenece al municipio rural Briujovétskoye.